# Новосільська сільська рада (Виноградівський район)
| Новосільська сільська рада — колишній орган місцевого самоврядування у Виноградівському районі Закарпатської області з адміністративним центром у с. Нове Село. Сільській раді підпорядковані населені пункти: - с. Нове Село |

## Склад ради
Рада складається з 16 депутатів та голови.

## Керівний склад сільської ради
| ПІБ                     | Основні відомості                                                 | Дата обрання | Дата звільнення |
| ----------------------- | ----------------------------------------------------------------- | ------------ | --------------- |
| Зелік Федір Федорович   | Сільський голова, 1950 року народження, освіта, безпартійний      | 26.03.2006   | 31.10.2010      |
| Пінтє Василь Васильович | Сільський голова, 1959 року народження, освіта вища, безпартійний | 31.10.2010   |                 |

Примітка: таблиця складена за даними джерела

## Населення
Згідно з переписом УРСР 1989 року чисельність наявного населення села становила 1741 особа, з яких 837 чоловіків та 904 жінки.
За переписом населення України 2001 року в сільській раді мешкало 1856 осіб.

### Мова
Розподіл населення за рідною мовою за даними перепису 2001 року:
| Мова       | Відсоток |
| ---------- | -------- |
| угорська   | 68,47 %  |
| українська | 31,21 %  |
| російська  | 0,27 %   |
| єврейська  | 0,05 %   |